# Мате (напій)
Ма́те (ісп. mate), також відомий як парагвайський чай, — напій, який отримують настоюванням сухого подрібненого листя та гілочок падуба парагвайського у гарячій воді. 

## Опис
З прадавніх часів мате використовують південноамериканські індіанці. Нині напій переважно популярний на південноамериканському континенті, зокрема, у Бразилії, Уругваї, Парагваї, Аргентині, Болівії і Чилі. Мате не вважається різновидом чаю на американському континенті, а також у арабських країнах (Ліван, Сирія) де він активно споживається[джерело?].
В різних регіонах спосіб приготування мате дещо відрізняється, але є певні спільні риси. Для приготування використовують особливу посудину (калабас), що виготовляється з місцевого виду тикви (лагенарії). Посудину, що має інше походження (не з легенарії) зазвичай низивають мате або матеро. П'ють напій через трубочку, яку називають бомбілья. Зазвичай продукт заливають водою температури 70-85 °С і відразу п'ють. Потім процедуру можна повторювати, в окремих випадках заварку заливають 10 та більше разів.

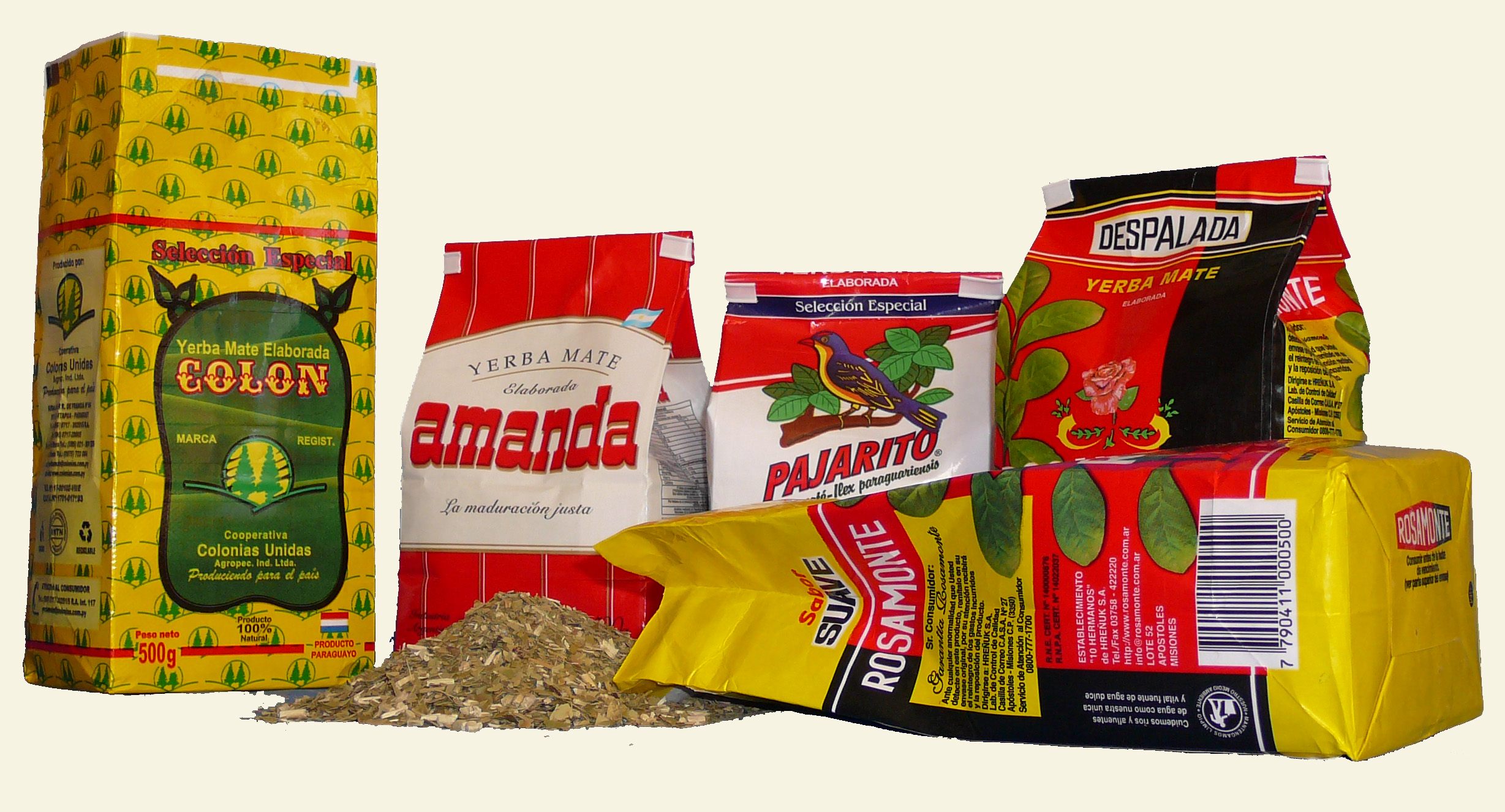
Упаковки чаю мате

Мате містить велику кількість ксантинів: тіамін, теобромін, теофілін та кофеїн (останній в поєднанні з іншими, завдяки поступовому промиванню, має більш помірну дію на ЦНС ніж концентрований кофеїн в обсмаженій каві)[неавторитетне джерело]. Завдяки ксантинам та вільним алколоїдам напій відомий своїми тонізуючими властивостями. Також містить протеїни, вуглеводи, глюкозу, калій, кальцій, залізо, магній, вітаміни А, C, D, а також групи В, зокрема фолієву кислоту[джерело?].
Мате може бути шкідливим людям з хронічними захворюваннями серця та судинними хворобами. Також варто бути обережними тим, хто страждає на гіпертонію.[неавторитетне джерело] 2007 року в Уругваї було проведено дослідження, яке показало, що вживання дуже гарячого мате може спричинити онкологічні захворювання. Згідно іншого дослідження наявного в продажі комерційно вирощеного мате, незалежно від температури напій містить багато поліциклічних ароматичних вуглеводнів, що підвищує ризик онкологічних захворюваннь органів травлення. Наявність канцерогенів по'язують зі сполуками, які використовують для пришвидшення висушування листя промисловими виробниками.
Зазвичай мате п'ють без цукру. Такий напій гіркий (в Аргентині його називають мате-амарго), має специфічний аромат, а за смаком нагадує міцний зелений чай. Водночас існують й інші варіанти приготування мате — з цукром, приправами, молоком, кокосом, лимоном, лаймом, у суміші з чорним чаєм, м'ятою чи іншими травами, холодний і гарячий, газований тощо.

## Мате і Україна
Один із найбільших виробників єрба-мате у світі — аргентинська компанія «Rosamonte», яку заснував син українських емігрантів Дмитро Гренюк.
На 2016 рік у Національному реєстрі виробників мате Аргентини містилося 60 підприємств, власники яких мають українське походження. Деякі назви марок мате мають українське походження, як-от Kalena (Калина), Berjovena (Верховина), Vesna (Весна).